# NGC 7657
NGC 7657 (również PGC 71456) – galaktyka spiralna z poprzeczką (SBd), znajdująca się w gwiazdozbiorze Tukana. Odkrył ją John Herschel 2 października 1836 roku.